# 조지프 L. 맹키위츠
조지프 리오 맹키위츠(영어: Joseph Leo Mankiewicz, 1909년 2월 11일 ~ 1993년 2월 5일)는 미국의 영화 감독, 영화 제작자, 각본가이다. 20년 이상의 할리우드 활동 경력을 지닌 그는 《세 부인》(1949)과 《이브의 모든 것》(1950) 두 작품을 통해 아카데미 감독상과 각색상을 각각 두 번씩 수상했다. 이외에 《아가씨와 건달들》, 《클레오파트라》도 알려져 있다.

## 제작 영화

### 감독 작품
| 연도 | 제목                                               | 제작 회사                            | 출연진                                              | 비고                                      |
| ---- | -------------------------------------------------- | ------------------------------------ | --------------------------------------------------- | ----------------------------------------- |
| 1946 | 《드래건윅》                                       | 20세기 폭스                          | 진 티어니 / 빈센트 프라이스                         |                                           |
| 1946 | 《백파이어》                                       | 20세기 폭스                          | 리처드 콩트 / 존 아일랜드                           |                                           |
| 1946 | 《썸웨어 인 나잇》                                 | 20세기 폭스                          | 리처드 콩트 / 존 호디액 / 낸시 길드                 |                                           |
| 1947 | 《레이트 조지 아플리》                             | 20세기 폭스                          | 로널드 콜먼                                         |                                           |
| 1947 | 《유령과 뮤어 부인》                               | 20세기 폭스                          | 진 티어니 / 렉스 해리슨 / 조지 샌더스               |                                           |
| 1948 | 《탈출》                                           | 20세기 폭스                          | 렉스 해리슨 / 페기 커민스 / 윌리엄 하트넬           |                                           |
| 1949 | 《세 부인》                                        | 20세기 폭스                          | 진 크레인 / 린다 다넬 / 앤 서던                     |                                           |
| 1949 | 《이방인의 집》                                    | 20세기 폭스                          | 에드워드 G. 로빈슨 / 수전 헤이워드 / 리처드 콩트    |                                           |
| 1950 | 《노 웨이 아웃》                                   | 20세기 폭스                          | 리처드 위드마크 / 시드니 포이티어 / 린다 다넬       |                                           |
| 1950 | 《이브의 모든 것》                                 | 20세기 폭스                          | 베티 데이비스 / 앤 백스터 / 조지 샌더스             |                                           |
| 1951 | 《말 많은 세상》                                   | 20세기 폭스                          | 캐리 그랜트 / 진 크레인 / 흄 크로닌                 |                                           |
| 1952 | 《다섯 손가락》                                    | 20세기 폭스                          | 제임스 메이슨 / 다니엘 다리외                       |                                           |
| 1953 | 《줄리어스 시저》                                  | 메트로-골드윈-메이어                 | 말런 브랜도 / 제임스 메이슨 / 존 길거드             |                                           |
| 1954 | 《맨발의 백작부인》                                | 20세기 폭스                          | 험프리 보가트 / 에바 가드너                         | 테크니컬러 영화                           |
| 1955 | 《아가씨와 건달들》                                | 새뮤얼 골드윈 / 메트로-골드윈-메이어 | 말런 브랜도 / 진 시먼스 / 프랭크 시나트라           | 이스트먼컬러 영화                         |
| 1958 | 《지난 여름 갑자기》                               | 20세기 폭스                          | 오디 머피 / 그레이엄 그린                           |                                           |
| 1959 | 《지난 여름 갑자기》                               | 20세기 폭스                          | 엘리자베스 테일러 / 몽고메리 클리프트 / 캐서린 헵번 |                                           |
| 1963 | 《클레오파트라》                                   | 20세기 폭스                          | 엘리자베스 테일러 / 리처드 버턴 / 렉스 해리슨       | 디럭스컬러 영화                           |
| 1964 | 《A Carol for Another Christmas》                  | ABC                                  | 스털링 헤이든 / 피터 셀러스                         | TV 영화                                   |
| 1967 | 《꿀단지》                                         | 페이머스 아티스츠 프로덕션스         | 렉스 해리슨 / 수전 헤이워드 / 매기 스미스           | 테크니컬러 영화                           |
| 1970 | 《King: A Filmed Record... Montgomery to Memphis》 | 코먼웰스 유나이티드 엔터테인먼트     |                                                     | 시드니 루멧과 공동 감독 / 다큐멘터리 영화 |
| 1970 | 《크루키드 맨》                                    | 워너브러더스                         | 커크 더글러스 / 헨리 폰다 / 흄 크로닌               | 테크니컬러 영화                           |
| 1972 | 《발자국》                                         | 팔로마 픽처스                        | 로런스 올리비에 / 마이클 케인                       | 컬러 영화                                 |